# Raja Club Athletic (handball)
Pour le club omnisports, voir Raja Club Athletic (omnisports).
Pour les articles homonymes, voir RCA.
Maillots
Le Raja Club Athletic,  abrégé en Raja CA ou RCA Handball (en arabe : نادي الرجاء الرياضي, Nādī ar-Rajāʾ ar-Riyāḍi; en berbère: ⵔⴰⵊⴰ ⵏ ⵜⴷⴷⴰⵔⵜ ⵜⵓⵎⵍⵉⵍⵜ), est un club marocain de handball fondé en 1968 par Boujemaâ Kadri qui évolue en Championnat du Maroc de handball D2 sous l'égide de la Fédération royale marocaine de handball. Basée à Casablanca, la section handball est l'une des nombreuses sections du Raja Club Athletic, club omnisports fondé le 20 mars 1949.
L"équipe du Raja fait partie des piliers du handball marocain depuis les années 1970. Même si le club ne remportera pas autant de titres, cette section sera toujours active et présente avec l'élite. Elle attire au même titre un grand nombre de supporters rajaouis, ce qui la place parmi les clubs de handball les plus populaires au Maroc.
Le club évolue depuis 2017 en première série, son but est la montée à la division d'excellence.

## Histoire

### Création
La section handball du Raja Club Athletic voit le jour en 1968 à Derb Sultan sous l'impulsion de Boujemaâ Kadri, un des fondateurs du club en 1949 et président de la section football entre 1956 et 1958 qui est notamment connu pour avoir été derrière l'institution de plusieurs sections du Raja. Plusieurs personnages ont été tout aussi importants lors la création de la section à l'image de Ziza, El Arbi, Hmida et Khalfi.
Le club commence dès lors à pratiquer le handball dans la Salle Al Fida, située à Derb Sultan, un des plus grands et anciens quartiers de Casablanca et berceau historique du club.

### Débuts et montée
Le 22 octobre 1971, la section handball féminine a tenu son assemblée générale annuelle où l'ordre du jour comportait la lecture des rapports moraux et financiers et l'élection d'un nouveau comité. Le Raja est en effet l'un des premiers clubs de handball marocains à se doter d'une section féminine, et qui, à l'époque, était l'une des meilleures dans le championnat national d'élite.
Au terme de la saison 1983-1984, le Raja, présidé alors par Mohamed Loumini, réalise une montée historique en première division après plus de 15 ans de disette, et inaugure une longue période de compétitivité au sein de l'élite nationale.

### Vers les sommets (2000-2005)
Au début des années 2000, les Verts réaliseront de bonnes performances. Au compte de la saison 2002, le titre se jouera entre le Raja Club Athletic, le CODM et la Rabita de Casablanca. Co-leader, le Raja était en tête du championnat au côté du CODM, les Meknassis vont laisser filer l'occasion de conserver leur position en s'inclinant (21-20) face au Raja lors de la 8e journée. Mais finalement c'est la Rabita, invaincue, qui remporte le Championnat qu'elle va conserver quatre fois d'affilée de 2002 jusqu'à 2005. Par contre, les Rajaouis vont atteindre les demi-finales de la Coupe du Trône (2001-2002) en battant la Rabita dans un chaud derby casablancais, les coéquipiers de l'international congolais Etota, Khalid Lemrifki, Nabil Ajak, Mustapha Moréno, Youssef Bennani et Hafid Benbouazza, affichèrent une condition physique sans failles avec un taux de réussite de 75%. Il a fallu recourir aux prolongations pour départager les deux équipes et c’est finalement la Raja qui a pris le dessus en emportant le match sur le score de 36 à 34.
En 2003, le Raja fait un excellent départ en Championnat de division excellence, elle demeure invaincue et donna l’image du club leader imbattable jusqu'à la quatrième journée du play-off où les Rajaouis ont courbé l’échine. Leur bourreau n’est autre que leur voisin la Rabita. En effet, la Rabita a forcé la décision à l’issue du match et sont revenus dans la course. La victoire (20-23) sur le RCA a été déterminante pour la Rabita afin que celle-ci se repositionne parmi les prétendants au titre. La dernière journée du play-off a connu deux rencontres au programme qui pouvaient avoir une grande incidence sur le sort du titre final. La première a opposé le RCA au KACM, match joué à la Salle Moulay Abdallah de Rabat et qui a connu la victoire des Aigles verts sur le score de (23-20). La seconde devait mettre aux prises dimanche la Rabita au CODM. Mais la rencontre n’a pu avoir lieu puisque les Meknassis déclarent forfait vu qu'ils savent pertinemment qu’ils ne disposent d’aucune chance pour remporter le titre après la victoire rajaouie. À savoir que si le CODM ont pris la peine de jouer le match contre Rabita et de le gagner, le Raja sera leader et champion. Le titre de champion du Maroc est donc revenu à la Rabita grâce au goal-average particulier. Ce geste des Meknassis a été qualifié par le président de la Rabita M. Tatbi de «terrorisme sportif». Le Raja, vice-champion est incontestablement la révélation de cette saison. Cette équipe, entraîné par le vieux briscard casablancais Mohamed Aïtouni, a joué les trouble-fêtes dans le play-off tout en ayant contribué à écarter le CODM, champion en titre.
Depuis une trentaine d’année, cette équipe rajaouie cherchait le titre de champion du Maroc. Cette saison, elle en avait l’occasion, mais le titre lui a échappé entre les doigts à la dernière minute à la suite d'un acte antisportif du CODM.
Lors de la saison 2003-2004, le Raja dans la poule nord, a pris le meilleur sur l’équipe des FAR de Rabat (24-17) puis une victoire écrasante signée sur le club d’Errachidia par 27 à 12. ces points ont permis aux Vert et Blanc d’occuper la 2e place ex æquo avec le Fath. L'équipe atteint les playoffs.
Pour sa part, le Raja est une nouvelle fois demi-finaliste de la Coupe, l'équipe a toutefois éprouvé toutes les difficultés, devant son public, avant d’obtenir sa qualification aux dépens du Fath US. Les Rbatis se sont montrés très coriaces, ne voulant pas laisser échapper cette occasion de se qualifier au carré d’or de la Coupe du Trône. Mais la détermination des Rajaouis a finalement payé et les Vert et Blanc ont remporté la partie sur la marque de 21-20. L'élimination était face au Kawkab de Marrakech.

### Époque contemporaine (2005-2014)
En 2005, la section handball du Raja entre dans une période des plus délicates. Les finances sont en effet une préoccupation majeure pour les présidents qui rencontraient Mohamed Aouzal, le président du Comité directeur des sections, pour lui exprimer leurs inquiétudes.
Le système du Championnat du Maroc de handball se déroule en deux phases. La première est au cours de laquelle les équipes sont divisées en deux groupes, nord et sud, dont chacun comprend de 10 équipes (ou moins cela peut changer selon l'édition) qui s'affrontent aller/retour. Les trois premiers des deux groupes se rencontrent dans une mini-ligue d'excellence qui se déroule également à domicile et à l'extérieur, et la première équipe classée remporte le titre de champion.
Le reste des équipes joue une mini-ligue afin d'éviter la relégation en deuxième division.
En 2005, le Raja se classa cinquième dans la mini-ligue d'excellence. Il atteint également les quarts de finale de la Coupe du Trône et fut éliminé par le FUS de Rabat (24-28).
L'année suivante, le Raja se classa sixième en Championnat. D'un autre côté, le club est finaliste de la prestigieuse Coupe du Trône saison 2005-2006 contre Rabita à Salé. Toutefois, la muraille défensive des Rajaouis et la tactique de l'entraîneur ont permis de garder le résultat nul jusqu’à la cinquième minute de jeu, lorsque l’arbitre a sifflé un penalty en faveur de la Rabita transformé par Khalid Barterra. Emportés par l’enthousiasme du public, les Verts ont réussi à maintenir les assauts des joueurs de la Rabita et à rétablir l’égalité à chaque fois que l’adversaire creusait l’écart. Un petit passage à vide au deuxième quart d’heure du match a permis à Rabita de creuser l’écart et de prendre le match en main. Dans les tout derniers moments de la première période, le remuant Adnan Mouqit cherchait Tati qui frappe en pivot et creuse l’écart à 19-12. À la reprise, les Rajaouis se sont évertués à trouver une faille dans la défense adverse et remettre les pendules à l’heure en comptant sur la rapidité du Congolais Maya Matoulou, qui a réussi à marquer le premier point lors de la deuxième période. Toutefois, les tentatives des Rajaouis n’ont pas duré longtemps et leurs offensives ont été mises en échec par l’expérience de l’adversaire qui a su gérer les débats et terminer le match en sa faveur (29-24). Le Raja s'était qualifié pour la finale en éliminant le COD de Meknès aux demi-finales.
En 2007, le Raja sera quatrième du groupe Nord. Le club occupa la même place l'année d'après.
C'est Mbarek Ihsan, cadre de banque et vice-président de la Fédération royale marocaine de handball, qui prendra la présidence de l'équipe de handball du Raja à la suite de l'échec du bureau dirigeant précédent qui n'a pas réussi à suivre le rythme du championnat national, en raison de problèmes purement financiers. L'équipe manquait des conditions de pratique et personne ne tentait de la diriger, c'était une aventure pour ces nouveaux dirigeants proposés par Mohamed Aouzal, président du bureau administratif du Raja.
En 2009, l'équipe se classera quatrième, en recrutant quelques joueurs expérimentés de l'élite et en s'appuyant sur des joueurs brillants aux catégories des jeunes, le nouveau président Mbark Ihsane avait fixé parmi ses objectifs de former une équipe future capable à entrer en compétition sur le titre la saison prochaine,
Durant la saison 2009-2010, le Raja réalisera de bonnes performances en occupant la première place du groupe nord ex æquo avec le CODM de Meknès, les Aigles Verts se qualifient aux playoffs et terminent par la suite sur le podium du Championnat, à la troisième place.
Le bureau dirigeant du Raja présidé par Mbarek Ihssane a toujours critiqué la mauvaise gestion du handball au Maroc, ainsi que les erreurs d'arbitrage, en plus de l'influence de certains clubs sur la fédération, ce qui rend l'égalité absente entre les clubs d'où la dominance de certains clubs sur la plupart des titres selon le président.
La saison 2010-2011 du championnat se jouera sous forme d'une seule ligue regroupant tous les clubs marocains de la première division. Parmi les 17 clubs qui participent, le Raja occupa la dixième place avec 29 points, elle ne réussit pas à se qualifier aux playsoff. Cette saison connaîtra aussi un derby casablancais face au Wydad le 12 janvier 2011, la rencontre sera remportée par le Raja sous le score de (22-26). Durant cette saison, les Verts seront éliminés de la Coupe du Trône par le FUS (17-21) aux seizièmes de finales. Lors de la saison 2012-2013, les handballeurs Rajaouis se qualifieront pour les playoffs mais il n'arriveront pas à atteindre la finale.

### Crise (2014-2018)
Les années suivantes, l'équipe sera affectée par de nombreux problèmes financiers et administratifs, à la suite du départ du président Mbarek Ihssane puis son retour au club. Le Raja occupa la sixième place du groupe sud en 2015 sans pouvoir atteindre les playoffs tout en battant le WAC aller-retour (23-17) et (26-25). Dans la saison 2015-2016, le Raja termine dans le top 8 de la coupe du trône puisqu'elle réussit à atteindre les quarts de finales en éliminant l'Étoile Sahel de Soualem et l'Union de Nouaceur avant de perdre contre le Raja d'Agadir (39-30). Aussi, le club échappa de peu à la relégation pendant cette édition du championnat. Les Verts, qui allaient rejoindre leur rival qui se trouvait déjà en deuxième division, vont se ressaisir à la fin de saison et c'est finalement le Stade marocain et la Renaissance de Berkane qui sont relégués.
En 2016-2017, le Raja se classa dixième et dernier du groupe sud avec 19 points. Le club est relégué en deuxième division pour la première fois après plusieurs années en élite du handball marocain. Le 11 mars 2017, le Raja joua son dernier match en première division face à un de ses rivaux historiques: Rabita de Casablanca, club le plus titré du pays, le match est remporté par ces derniers (21-38).

### À la recherche de la montée (depuis 2018)
En deuxième division, le Raja a atteint les barrages trois fois sans pouvoir traverser cette division et monter vers l'élite. L'un des problèmes majeurs dont souffrait le club était le manque de soutien financier par les autorités locales de Casablanca. Il s'agit d'un des problèmes dans lesquels plusieurs considérations se chevauchent, y compris des intérêts partisans et politiques.
Au terme de la saison 2020-2021, le Raja atteint une nouvelle fois les barrages. Avec une victoire contre le RJS (24-23), et deux défaites, une contre l'ASDA (25-29) et l'autre contre le GJSS (29-36), le Raja termine troisième de son groupe et manque la montée encore une fois.
En préparation pour la saison 2021-2022, le Raja recrute le gardien de but Yassine Benchikh (Rayan SC), l'ailier gauche Hicham Bejtat (Wydad AC), le gardien El Hous Achour (Rabita de Casablanca), le pivot Mohamed Nouiri (Itihad Nouaceur), et Younes Rezzouk, arrivé libre. Ancien capitaine du Raja, Mohamed El Kaj est désigné comme manager général du club.
Les Verts finissent à le tête du championnat devant l'Olympique de Khouribga avec 12 victoires en 14 rencontres, et se qualifient pour les play-offs joués sous la forme d'un groupe composé de quatre équipes. Le Raja dispose du Club Athletic Oujda (32-30) et de la Rabita de Kénitra (30-21) avant de faire face, le 29 mai 2022, à l'Association sportive de Salé qui a également gagné ses deux matchs. Au terme d'un match très mouvementé où 4 joueurs du Raja se blessent dont Mohamed Baaziz qui a perdu connaissance, le Raja perd sur le score de 27-17 et frôle la montée une autre fois. Le club publie un communiqué où il proteste fortement contre l'arbitre qui a expulsé plusieurs joueurs et membres du staff, et la déplacement du match à El Jadida au lieu de Casablanca où se sont déroulés les deux premiers matchs.

## Palmarès
| Compétitions nationales | Compétitions amicales et régionales                                                    |
| --- | -------------------------------------------------------------------------------------- |
| - Coupe Al Jawhari (1) - Vainqueur en 2007 - Championnat du Maroc - Vice-champion en 2003 - Troisième en 2010 et 2013. - Coupe du Trône - Finaliste en 2006 | - Tournoi Mazagan (1) - Vainqueur en 2011 - Coupe de la Fédération - Vainqueur en 2011 |

## Personnalités liées au club

### Présidents
| Rang | Nom             | Période     |
| ---- | --------------- | ----------- |
| 1    | Boujemaâ Kadri  | 1968-1981   |
| 2    | Mohamed Loumini | 1981-1989   |
| 3    | Abdeslam Hanat  | 1989-1990   |
| 4    | Mbarek Ihssane  | 2009-2018,  |
| 5    | Azzedine Abied  | depuis 2018 |

## Infrastructures
La section handball du Raja a toujours souffert de l'absence d'une salle officielle accueillant ses entraînements et matchs, ce qui l'oblige à se déplacer dans différents espaces.
Le club disputait ses rencontres dans la salle couverte du Salle Mohamed V avec une affluence de 12000 spectateurs.
Après la relégation du Raja, l'équipe joue ses matchs dans la Salle Oulad Ziane en raison du coût élevé de la Salle Mohammed V.

## Aspects socio-économiques
Le trésorier Azeddine Abied a précisé en chiffres que les finances de l'équipe ne dépassent pas 66 millions de centimes en 2010 (660.000 dirhams) et 62 millions de centimes en 2011 (620.000 dirhams), et les revenus sont limités à la dotation du bureau de direction, qui est supportée par la section football, et sa valeur est de 90.000 dirhams, et le soutien des autorités locales Casablancaises 160.000 dirhams, et la subvention la plus eléve reste celle du sponsoring des sociétés appartenant aux personnalités Rajaouis, dont la valeur est de 220.000 dirhams.

## Formation
En accord avec la bureau de direction du Raja, une école a été ouverte en 2009 pour former les handballeurs au Stade Roches Noires à Casablanca, au profit de 250 à 300 pratiquants des quartiers populaires voisins.
En 2011, Le Raja travaillait à l'encadrement de l'équipe junior (30 joueurs), cadets (22 joueurs) et seniors (42 joueurs), en plus de l'équipe première, qui comprend 28 joueurs.